# Aeroporto Internazionale di Batumi
L’Aeroporto Internazionale di Batumi, intitolato ad Alexander Kartveli, è un aeroporto internazionale che si trova a 2 chilometri a sud dal centro di Batumi, una città sulla costa del Mar Nero in Georgia. L'Aeroporto dista 20 chilometri dalla città turca di Hopa.